# 주재현 (정치인)
주재현(朱在鉉, 1963년 2월 17일 ~ )은 대한민국의 정치인이다. 제6·7·8대 전라남도 여수시의원이다.

## 학력
- 율촌국민학교 졸업
- 율촌중학교 졸업
- 전북기계공업고등학교 졸업
- 광주대학교 졸업

## 경력
- 한국철도공사 근무
- 아동급시위원회 위원
- 환경보전기금 운영 심의위원회
- 귀농어업인 지원 위원회 위원
- 광고물관리 및 디지인 심의 위원회 위원
- 산사태 취약지역 지정 위원회 위원
- 외국인 주민 및 다문화가족 지원 협의회 위원
- 종자심의 위원회 위원
- 환경복지위원회 위원
- 2014.07 ~ 2018.06 제6대 전라남도 여수시의회 의원
- 2014.07 ~ 2016.07 제6대 전라남도 여수시의회 전반기 기획행정위원회 위원
- 2016.07 ~ 2018.06 제6대 전라남도 여수시의회 후반기 기획행정위원회 위원장
- 2018.07 ~ 2022.06 제7대 전라남도 여수시의회 의원
- 2018.07 ~ 2020.07 제7대 전라남도 여수시의회 전반기 해양도시건설위원회 위원

## 역대 선거 결과
|  | 26.09% |

|  | 37.29% |

|  | 28.28% |

|  | 35.05% |